# AHA 1927/28
Die Saison 1927/28 war die zweite reguläre Saison der American Hockey Association (AHA). Meister wurden die Minneapolis Millers.

## Teamänderungen
Folgende Änderungen wurden vor Beginn der Saison vorgenommen:
- Die Chicago Americans wurden nach Kansas City, Missouri, umgesiedelt und änderten ihren Namen in Kansas City Pla-Mors.

## Modus
In der Regulären Saison absolvierten die fünf Mannschaften jeweils 40 Spiele. Die drei bestplatzierten Mannschaften qualifizierten sich für die Playoffs, wobei der Erstplatzierte der regulären Saison direkt für das Finale qualifiziert war. Das Playoff-Halbfinale wurde in einer Best-of-Five-Serie ausgetragen, für die Finalserie war die Gesamttordifferenz entscheidend. Für einen Sieg erhielt jede Mannschaft zwei Punkte, bei einem Unentschieden einen Punkt und bei einer Niederlage null Punkte.

## Reguläre Saison

### Tabelle
Abkürzungen: GP = Spiele, W = Siege, L = Niederlagen, T = Unentschieden, GF = Erzielte Tore, GA = Gegentore, Pts = Punkte
|                      | GP | W  | L  | T  | GF | GA | Pts |
| -------------------- | -- | -- | -- | -- | -- | -- | --- |
| Duluth Hornets       | 40 | 18 | 9  | 13 | 63 | 49 | 49  |
| Kansas City Pla-Mors | 40 | 18 | 14 | 8  | 61 | 53 | 44  |
| Minneapolis Millers  | 40 | 18 | 17 | 5  | 65 | 51 | 41  |
| St. Paul Saints      | 40 | 14 | 17 | 9  | 76 | 87 | 37  |
| Winnipeg Maroons     | 40 | 11 | 22 | 7  | 68 | 93 | 28  |

## Playoffs
|  | Halbfinale | Halbfinale           | Halbfinale |  |  | Finale | Finale              | Finale |
|  |            |                      |            |  |  |        |                     |        |
|  |            |                      |            |  |  |        |                     |        |
|  | 1          | Duluth Hornets       |            |  |  |        |                     |        |
|  |            | Freilos              |            |  |  |        |                     |        |
|  |            |                      |            |  |  | 1      | Duluth Hornets      | 1      |
|  |            |                      |            |  |  | 3      | Minneapolis Millers | 2      |
|  | 2          | Kansas City Pla-Mors | 0          |  |  |        |                     |        |
|  | 3          | Minneapolis Millers  | 3          |  |  |        |                     |        |
|  |            |                      |            |  |  |        |                     |        |